# Nikolaus Maier

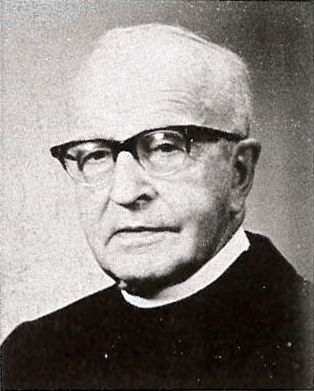
Nikolaus Maier (1891–1977)

Nikolaus Maier (* 23. März 1891 in Ringingen; † 20. Februar 1977 in Gammertingen) war ein deutscher römisch-katholischer Pfarrer und Heimatforscher.

## Leben und Wirken
Der Sohn von Valentin Maier (1863–1905) und Rosina Kraus (1864–1940) stammte aus einem alteingesessenen Bauerngeschlecht der Schwäbischen Alb. Vom Ortspfarrer für den Besuch des Gymnasiums vorbereitet, legte Nikolaus Maier 1910 als Insasse des Erzbischöflichen Studienheims St. Fidelis in Sigmaringen das Abitur ab, um anschließend in Freiburg ein Theologiestudium zu beginnen. Hier weckten Vorlesungen bei Joseph Sauer sein Interesse für kirchliche Kunst und volkskundliche Themen. Nach Militärdienst und Verwundung im Ersten Weltkrieg bezog Maier das Priesterseminar in St. Peter (Hochschwarzwald) und empfing im Juni 1918 die Priesterweihe.
Trotz schwacher Gesundheit war Maier 45 Jahre im Priesterberuf tätig: Seine Vikarsjahre verbrachte er in Glottertal, Emmendingen, Sigmaringen und Hechingen; 1925 wurde Maier Kaplan in Straßberg (Zollernalbkreis). Von 1927 bis 1936 war er Pfarrer in Steinhofen, dann übernahm er die Pfarrei in Gammertingen, wo er bis zu seinem Ruhestand im Jahr 1963 amtierte. Von 1950 bis 1962 war er zugleich Dekan; 1952 wurde Maier zum Geistlichen Rat ernannt.
Neben dem geistlichen Beruf war Maier ein Leben lang als Heimatforscher produktiv. Sein umfangreiches Schriftenverzeichnis listet die Erträge breit gespannter Interessen. Er publizierte meist in Miszellenform, da dem Pfarrer für umfangreichere literarische Arbeiten keine Zeit zur Verfügung stand. Seine umfangreiche Materialsammlung zur Ikonografie des hl. Fidelis von Sigmaringen stellte er im Alter einem Kollegen zur Verfügung.
Nach dem Zweiten Weltkrieg war Maier maßgeblich an der Reorganisation des  Hohenzollerischen Geschichtsvereins beteiligt, der nach Zustimmung der französischen Militärregierung am 30. Juli 1948 mit neuen Statuen als Verein für Geschichte, Kultur und Landeskunde in Hohenzollern unter dem Vorsitz Maiers seine Arbeit wieder aufnahm. Bis 1964 leitete Maier den Verein. 1949 erschien der erste Nachkriegsband der Hohenzollerischen Jahreshefte, 1951 wurde auf Maiers Initiative hin die Hohenzollerische Heimat gegründet, ausdrücklich als „Kleinorgan“ für nichtprofessionelle Heimatforscher, wie Maier im Vorwort der ersten Ausgabe schrieb.